# Blah Blah Blah
„Blah Blah Blah“ je píseň americké popové zpěvačky Keshy. Píseň pochází z jejího debutového alba Animal. Produkce se ujal producent Benny Blanco. S touto písní jí vypomohla americká elektro-hopová skupina 3OH!3.

## Seznam Písní
- Digitální stažení

1. "Blah Blah Blah"  – 2:52

## Hitparáda
| Žebříček | Příčka |
| -------- | ------ |
| Anglie   | 11     |
| Irsko    | 18     |
| Evropa   | 36     |
| USA      | 7      |
| Česko    | 20     |